# بلال السويسي
بلال السويسي (مواليد 10 يونيو 1986) لاعب كرة قدم تونسي يلعب حارس مرمى في النجم الرياضي بالمتلوي.

## روابط خارجية
- بلال السويسي على موقع قاعدة بيانات كرة القدم.إي يو (الإنجليزية)
- بلال السويسي على موقع Soccerway.com (الإنجليزية)